# Srŏk Tbong Khmŭm
Srŏk Tbong Khmŭm är ett distrikt i Kambodja. Det ligger i provinsen Tboung Khmum, i den centrala delen av landet, 90 km nordost om huvudstaden Phnom Penh. Antalet invånare är 215 000.